# V. Károly német-római császár
V. Károly (Gent, Flandria, Németalföld, 1500. február 24. – Yuste, Kasztília, Spanyolország, 1558. szeptember 21.), Burgundia hercege 1506-tól, majd Spanyolország királya 1516-tól, valamint a Szent Római Birodalom császára 1519-től 1555-ös lemondásáig. A 16. század első felének egyik leghatalmasabb és legjelentősebb uralkodója volt, egyben az utolsó német-római császár, akit a pápa koronázott meg. Uralkodása alatt kezdett kiterjedni az Újvilág gyarmatosítása, az egyre nagyobb méreteket öltő császári területekkel együtt pedig úgy tartották, hogy „birodalmában sohasem nyugszik le a Nap”.
Károly Flandriában született Szép Fülöpnek, I. Miksa német-római császár és Burgundi Mária fiának, valamint Kasztíliai Johannának, a „katolikus királyok”: I. Izabella kasztíliai királynő és II. Ferdinánd aragóniai király leányának legidősebb fiaként. Négy nagyszülőjének öröksége folyamatosan került a birtokába: apja 1506-os halálával Németalföld ura és Burgundia hercege lett, amit eredetileg apai nagyanyja birtokolt. 1516-ban, az anyai nagyszülei által alkotott dinasztikus uniót, Kasztíliát és Aragóniát megörökölve lett Spanyolország királya anyja társuralkodójaként, akit mentálisan alkalmatlannak ítéltek az uralkodásra. Az egyesített Spanyolország ekkor számos tengeren túli gyarmatterülettel rendelkezett az Újvilágban, egyúttal az Aragón Korona országai közé tartozott még Nápoly, Szicília és Szardína Királysága is. 1519-ben, nagyapja halálát követően megörökölte az osztrák örökös tartományokat, majd még azon évben a Szent Római Birodalom császárává választották.
Károly célja egy olyan egyetemes keresztény birodalom kiépítése volt, amely sikerrel tudott volna fellépni a terjeszkedő I. Szulejmán szultánnal szemben. Uralkodását leginkább a protestáns reformáció, az Oszmán Birodalom térhódítása és a Franciaországgal vívott itáliai háborúk sorozata határozta meg. Állandó székhely hiányában Károly negyven utat tett meg regnálása alatt, ezzel uralkodásának közel negyedét utazással töltötte. Nem sokkal császárrá választását követően, 1521-ben birodalmi átokkal sújtotta Luther Mártont. Ugyanebben az évben I. Ferenc francia király háborút indított ellene Itáliában, ami egészen a paviai csatáig (1525) tartott, és a francia király ideiglenes elfogásához vezetett. Ezt követően, 1527-ben a franciákkal szemben kiújult Cognaci Liga háborújában került sor Károly seregei által Róma feldúlására és kifosztására. Később megállapodott III. Pál pápával a tridenti zsinat (1545) összehívásáról, majd az ellene korábban szövetségre lépő protestáns német fejedelmekkel szemben kitört a schmalkaldeni háború. Uralkodása alatt Károly a német és olasz bankároktól felvett kölcsönökkel, valamint a gyarmatokról beáramló nemesfémekkel finanszírozta hatalmas létszámú hadseregeit, ám ez a gazdaságra nézve megnövekedő költségeket és árforradalmat jelentett. A korban legnagyobbnak számító zsoldos hadserégben többek között a német landsknechtekre és a spanyol terciókra támaszkodott.
Az augsburgi vallásbéke (1555) elismerését követően 1555. október 25-én sorra mondott le soknemzetiségű birodalma vezetéséről: az osztrák örökös tartományokat és a császári címet öccsére, I. Ferdinándra, míg a németalföldi és spanyol területeket és annak hatalmas gyarmatbirodalmát fiára, II. Fülöpre hagyta. Ezzel uralkodóháza, a Habsburg-ház szoros szövetségben két ágra vált, és egészen a spanyol vonal 1700-as kihalásáig határozta meg az európai történelmet. Lemondását követően 1557-ben egy spanyol kolostorba vonult vissza, ahol egy évvel később, 1558. szeptember 21-én, ötvennyolc éves korában hunyt el.

## 1500–1516
Szép Fülöp és Őrült Johanna fia volt. Anyai nagyszülei II. Ferdinánd aragóniai király és I. Izabella kasztíliai királynő voltak, akiknek a házassága egyesítette első ízben Spanyolországot, és akik kiűzték a mórokat és a zsidókat Spanyolországból. Apai nagyszülei I. Miksa német-római császár és Burgundi Mária voltak. Nagynénje volt Aragóniai Katalin, VIII. Henrik angol király első felesége.
A flamand Gent városban született. 1517-ig nagynénje, Margit főhercegnő nevelte Mechelenben. A burgundi udvar lovagi kultúrájában nőtt föl, fiatalkorában a németalföldi kultúra volt rá hatással. Anyanyelve a francia és a flamand volt, később megtanult spanyolul és valamennyire németül is. Fiatalkorában többször ellátogatott Párizsba, amely akkor Nyugat-Európa legnagyobb városa volt. Fiatalkorában Wilhelm von Croy és Adriaan Dedel Utrecht püspöke volt a nevelője, aki elkísérte őt Spanyolországba is, majd Károly itáliai háborúi idején pápává is választatta, VI. Adorján néven. 1515-ben Károly nagykorú lett, így átvette Burgundia kormányzását.

## 1516–1525
Nagyapja 1516-os halála után Károlyra szállt a kasztíliai és aragóniai trón, amihez ekkoriban már a Nápolyi Királyság is hozzátartozott. Miután a noyoni egyezményben Károly elismertette Ferenc királlyal Burgundia és Nápoly hovatartozását, hazatért örökségét átvenni. A spanyolul nem tudó ifjú királyt ellenségesen fogadták a spanyol rendek, és ezen a helyzeten csak rontott, hogy flamand tanácsadók vették körül, köztük nevelője és atyai jóbarátja, Guillaume de Croÿ gróf. Kasztíliában csak anyja társuralkodójaként fogadták el, annak haláláig, 1555-ig, mert a hivatalos verzió szerint Johanna mentális betegségben szenvedett, és képtelen volt az önálló uralkodásra, ezért Tordesillasban a világtól elzárva tartották. Aragóniában azzal a feltétellel ismerték el királynak, hogy elfogadja az aragón törvényeket és szokásokat. Ezek közül a legfontosabb, hogy az aragón adókat nem használhatta fel külföldön. Ezért Károly ezek után főképp Kasztíliára támaszkodott. Noha Spanyolország lett a birodalmának a magja, soha nem asszimilálódott teljesen és különösen uralkodásának kezdetén idegennek tekintették. A cortesekkel (spanyol rendekkel) már 1517-ben összetűzésbe került, mikor azok követelték az adók csökkentését, és a flamand tanácsosok eltávolítását, amit Károly természetesen nem teljesített. Ezek után a gyűlés csak nagy nehézségek árán szavazta meg a pénzt 1519-ben a császárrá választása érdekében.
1519. január 12-én meghalt Károly nagyapja, I. (Habsburg) Miksa német-római császár, ezért császárválasztásra került sor. A német választófejedelmek drágán szabták meg voksuk árát. Károlynak szerény ellenfele akadt Bölcs Frigyes szász választófejedelem, II. Lajos magyar király és VIII. Henrik angol király, és egy veszélyes ellenfele, I. Ferenc francia király személyében. A hatalmas összeget végül Károlynak sikerült előteremtenie egyrészt spanyol pénzből, másrészt a Fuggerek és Welserek kölcsönéből. Azonban így is hatalmas engedményeket kellett tennie a német fejedelmeknek: kötelezte rá magát, hogy a rendek nélkül fontos döntést nem hoz, idegenekkel nem töltet be hivatalt a birodalomban, és birodalmi csapatokat a birodalom határain kívül nem vet be. A császári cím azonban nem érte meg Károlynak a befektetett pénzt: rögtön a nyakába zúdultak a kor égető problémái. Először a reformáció terjedése, aztán a birodalmi nemesek, majd a parasztság felkelése. 1521-ben ráadásul a franciákkal kiújult az itáliai háború.
Míg Németországban tartózkodott, 1520-ban Spanyolországban kitört a communeros felkelés, amelynek kiváltó oka a király – illetve távollétében helytartóinak – abszolutisztikus kormányzása. Eredetileg a városokból tört ki a lázadás – felgyújtották a királyi palotát Toledóban – később azonban a nemesség és a parasztság is a felkelők mellé állt. Amikor a lázadás fokozatosan össztársadalmi felkeléssé – a gazdagok elleni háborúvá – fajult, a nemesség átállt a király oldalára. 1521 tavaszán aztán Villalarnál a király csapatainak sikerült döntő győzelmet aratniuk a communerók felett. Ezzel egy időben folyt Spanyolországban a céhek felkelése, amelyet csak 1522-ben sikerült leverni.
Károly 1521 májusában a wormsi birodalmi gyűlésen (amelyen a magyar Werbőczy István is vendégként részt vett, és amelynek aktív résztvevője volt az erdélyi származású Maximilianus Transylvanus, a császár titkára) a katolikusok mellé állva birodalmi átokkal sújtotta Luther Mártont, majd ez után rögtön Itáliába vonult, hogy megkezdje I. Ferenc elleni első hadjáratát. Az első Habsburg–Valois itáliai háborúban a francia király célja az volt, hogy a már megszerzett Lombardiából dél felé vonulva megerősítse pozícióját Itáliában, majd Nápolyt megtámadva szétrobbantsa a „Habsburg-gyűrűt”. Károly célja Lombardia megszerzése volt, hogy ezzel kapcsolatot teremtsen az egymástól elszigetelt Habsburg birtokok között.
1522-ben Károly a Rodoszról elűzött johannitáknak ajándékozta Málta szigetét, amit 1530-ban foglaltak el.
Itáliából visszahajózott Spanyolországba, hogy ottani uralmát stabilizálja, és csak 7 évvel később, 1530-ban tért vissza a birodalomba. Eközben Németországban Franz von Sickingen vezetésével kitört a birodalmi nemesek felkelése, amit a tartományurak és a Sváb Szövetség 1523-ban levertek.
1524-ben újabb felkelés, a német parasztháború robbant ki, amelyet a fejedelmek különböző engedmények után 1526-ban, óriási vérengzések árán tudtak leverni.
Károly ezalatt Spanyolországban egy sor intézmény felállításával (inkvizíció, pénzügyi tanács, államtanács) kiépítette az abszolutizmust. Közben lekötötte a franciák ellen vívott itáliai háború, amely ekkoriban sikerrel kecsegtetett. 1521-től a császári csapatok folyamatosan foglalták el a francia területeket Itáliában, először Genovát, majd Lombardiát. 1523-ban a pápa, Károly, Ferdinánd főherceg és VIII. Henrik részvételével megalakult a franciaellenes liga, 1524-re egész Észak-Itália spanyol kézre került. Habár az új pápa, VII. Kelemen – félve annak túlzott megerősödésétől – nem támogatta már Károlyt, a császári csapatok 1525 február 24-én – éppen V. Károly 24. születésnapján – Paviánál döntő győzelmet arattak, és még Ferenc királyt is fogságba ejtették. Őt ezután Madridba szállították, ahol szabadon bocsátása fejében Károllyal megkötötte a madridi békeszerződést, amelyben lemondott Burgundiáról, Lombardiáról és Nápolyról, valamint kötelezettséget vállalt az oszmánok elleni hadjáratban.

## A Cognaci liga és a Sacco di Roma
I. Ferenc hazatérve kijelentette, hogy a békét kényszer alatt kötötte meg, és esze ágában sincs betartani. 1526-ban a pápát, az angolokat, Milánót, Firenzét és az oszmánokat is bevonva létrehozta a cognaci ligát a Habsburgok, és szövetségeseik ellen. 1526-ban így ismét kiújult a háború. Az újdonság immár az volt, hogy a legkeresztényibbnek mondott király (a francia király) és a pápa is az oszmánok szövetségeseiként léptek fel. A háborúban megmutatkozott, hogy a Habsburgok Itáliában egyértelműen előnyben vannak. A franciák ugyan betörtek Lombardiába, de tovább nem jutottak, szövetségeseik pedig folyamatosan elpártoltak mellőlük.
1527. május 6-án Károly hadai, akik nem kaptak zsoldot, betörtek Rómába, és azt hónapokon át fosztogatták, óriási rombolást végezve. Az esemény Sacco di Roma néven híresült el. A pápai testőrgárdát lemészárolták, maga VII. Kelemen pápa csak súlyos váltságdíj fizetésével válthatta meg életét. A császáriak fogságába került, ahonnan (őreit megvesztegetve) hat hónap után sikerült megszöknie. Ennek hatására VII. Kelemen, szakítva eddigi franciabarát politikájával, Károly mellé állt. Végül a végső fordulatot 1528-ban Andrea Doria genovai admirális átállása jelentette Károly pártjára. Ferenc király hadai lassan kiszorultak Itáliából, így ismét vereséget szenvedett. 1529-ben megkötötték a cambrai-i békét (a „hölgyek békéjét”), amelyben Ferenc ismét lemondott itáliai, burgundiai, flandriai birtokairól, és 2 millió arany váltságdíj fejében hazaengedték fiait Madridból. 1530. február 24-én a „megbékített” VII. Kelemen pápa Bolognában császárrá koronázta Károlyt.

## 1526–1539 között
A Habsburg birodalom számára 1526. fontos esztendő volt. Egyrészt Károly először tudta megszerezni Itáliát és Burgundiát a franciáktól a madridi békeszerződésben. Másrészt keleten Szulejmán szultán hadai Mohácsnál vereséget mértek II. Lajos magyar és cseh királyra, és a Habsburg–Jagelló házassági szerződés alapján országai Károly öccsére, I. Ferdinándra szálltak. Ettől kezdve a Habsburgok folyamatosan kétfrontos (olykor háromfrontos) háborút vívtak keleten az Oszmán Birodalom és az erdélyi fejedelmek ellen, nyugaton, a Rajnánál és délen, Itáliában a franciák ellen, északon pedig a protestáns fejedelmekkel szemben.
1529-ben a cambrai-i béke azért köttetett meg ilyen gyorsan, mert Károlynak fülébe jutott az a hír, hogy a török haderő Bécset vette célba. Szulejmán végül nem tudta bevenni Bécset, a török ostromló haderő dolgavégezetlenül vonult haza. Miután Károly feje felül elhárult a török és francia támadás veszélye, és sikeresen „rendet tett” Spanyolországban és Itáliában, Károly teljes erejével a protestáns kérdéssel foglalkozhatott. A protestantizmust Károly azért tekintette veszélyesnek, mert a lovagok és parasztok felkelésének leverése után a reformáció már nem vallásos népmozgalom volt, hanem birodalmi fejedelmek által irányított politikai mozgalommá vált.

Tiziano Vecellio: V. Károly lovas portréja (1548)

1529-ben a második speyeri birodalmi gyűlés megtiltotta a lutheránus tanok további terjesztését. Erre válaszul 1530-ban Hesseni Fülöp vezetésével összegyűltek a protestáns fejedelmek, akik ez ellen tiltakoztak (protestáltak = protestánsok). 1530-ban Károly – a bolognai koronázás után – személyesen is visszatért birodalmába. Az augsburgi birodalmi gyűlésen a katolikus és protestáns fejedelmeken kívül maga Károly is megjelent, a reformáció támogatói és ellenzői vitában csaptak össze. A híres humanista Philipp Melanchthon, Luther barátja írásba foglalta a protestánsok hitvallását, és ezt a gyűlésen fel is olvasta. A Confessio Augustana (Ágostai hitvallás) békülő jellegű irat volt, és sok lényeges, ám vitatott kérdés felett átsiklott. V. Károly ennek ellenére kiállt a katolikus egyház mellett. Erre válaszul 1531-ben a protestáns fejedelmek létrehozták a schmalkaldeni szövetséget, melybe az abszolút katolikus Bajorország is belépett.
Károly közben belpolitikai intézkedésekkel is megpróbálta egységesíteni a birodalmat. Ennek egyik maradandó gyümölcse a Constitutio Criminalis Carolina, (1532) Károly törvénykönyve, amellyel megpróbálta egységesíteni a törvénykezést. Ezt azonban csak azokban a tartományokban vezették be, ahol a rendek engedélyezték, de sok helyen a 19. századig fennmaradt.
Károly nem tudott rögtön fellépni a szövetség ellen, mivel 1532-ben a török újra célba vette Bécset. Károly kompromisszumot kötött a fejedelmekkel, és júliusban megkötötték a nürnbergi vallásbékét. Ennek értelmében amennyiben a protestáns fejedelmek támogatják Károlyt a török elleni harcban, szabadon gyakorolhatják a vallásukat, és tartományúri hatalmat kapnak. A rendek ezért 100 000 zsoldost szavaztak meg Károlynak. Ezeket viszont nem tudta hathatósan bevetni, mivel a választási hitlevél értelmében birodalmi csapatokat nem vihetett a birodalom határán kívülre, a török csapatok viszont nem mertek megütközni a császáriakkal. Így a birodalmiak Bécsújhelynél, a törökök pedig Kőszeg alatt várták be a telet. A török háború ezzel még nem ért véget, Szulejmán – (természetesen I. Ferenc király beleegyezésével) – saját észak-afrikai vazallusát, Hajreddin (Kair ad-Din) Barbarossa kalózvezért utasította Spanyolország megtámadására. A kalózvezér már az első itáliai háborúban is a franciákat támogatta. Hajreddin 1534-ben bevette a spanyol védelem alatt álló Tuniszt és Bizertát. Ez ismét elvonta V. Károly figyelmét a német protestánsokról. 1535-ben a császár expedíciós hadjáratot indított Észak-Afrikába, és flottája 1536-ban sikeresen bevette Tuniszt. A kalózok 3 évvel később azonban visszafoglalták a várost.
1535-ben elhunyt Francesco Sforza milánói herceg, vele kihalt a Sforza-család, ekkor kiújult a Habsburg–Valois háborús konfliktus. I. Ferenc király ismét szövetséget kötött Szulejmán szultánnal. Az 1536-os francia-török szövetség ürügye alatt a berber kalózok újra fosztogató hadjáratokat vezettek a Habsburg Birodalom területei ellen. Egy 1538-as tengeri ütközetben még Andrea Doria genovai admirális flottájára is vereséget mértek. A kimerült felek III. Pál pápa közvetítésével még ebben az évben megkötötték a nizzai békét. A franciák megtarthatták Savoyát. A béke ideiglenesen tényleges békülést jelentett a két uralkodó közt. V. Károly és I. Ferenc a következő 2 évben gyakran találkozott, például 1539-ben Ferenc király látványos fogadtatásban részesítette a Franciaországon keresztülvonuló Károly császárt.

## Uralkodása
Habsburg V. Károly 1516-ban örökölte a spanyol trónt. 1519-ben német–római császárrá választották. Hatalmas területek ura lett (országában sosem nyugodott le a nap). A spanyol trónhoz hozzátartozott ekkoriban az Újvilág nagy része és a Nápoly-Szicíliai kettős királyság is. A spanyol uralkodó ezenkívül magánvagyonként, a spanyol koronától függetlenül rendelkezett Burgundiával és Flandriával is.
Az amerikai kontinensről befolyó nemesfém révén hatalmas vagyon halmozódott fel a kincstárban. Ennek ellenére az ország gazdaságilag az államcsőd felé haladt. A hazai áruk értéke magasabb volt, mint a más európai áruké, ami lehetetlenné tette az exportot. A posztó kivételével minden termékből, még búzából is importra volt szükség. A beáramló tömérdek nemesfém hatására a pénz igen sokat vesztett értékéből (inflálódott), ami csak felnagyította az egyébként általános európai árforradalmat. Ez még inkább sújtotta a gazdaságot. A nemesfémek egy részét tovább küldték Flandriába, ahol iparcikkeket kaptak cserébe.
Ezt sokan Károly és Fülöp uralkodói rövidlátásának és hozzá nem értésének tulajdonítják, azonban fontos körülmény, hogy Flandria és Burgundia is az ő egyik országuk volt, és mivel gazdaságilag fejlettebb volt (a legfejlettebb a világon ekkoriban), teljesen logikus lépés volt azt fejleszteni az elmaradott Spanyolországgal szemben. Emellett a befolyó nemesfémet nagyrészt felemésztette a hadsereg, és az uralkodói építkezések. Spanyolország rendelkezett a legnagyobb zsoldoshadsereggel Európában. Így politikai befolyása is igen nagy volt. Túlzás nélkül lehet álltani, hogy a világ egyik legnagyobb hatalmú uralkodója volt, ha nem a leghatalmasabb, akivel csak az oszmán Szulejmán szultán vetélkedhetett. Az ellene szerveződő koalíció, és a kor konfliktusai azonban ellehetetlenítették, és 1556-ban megfáradva mondott le trónjairól öccse és fia javára.

## Házassága és gyermekei

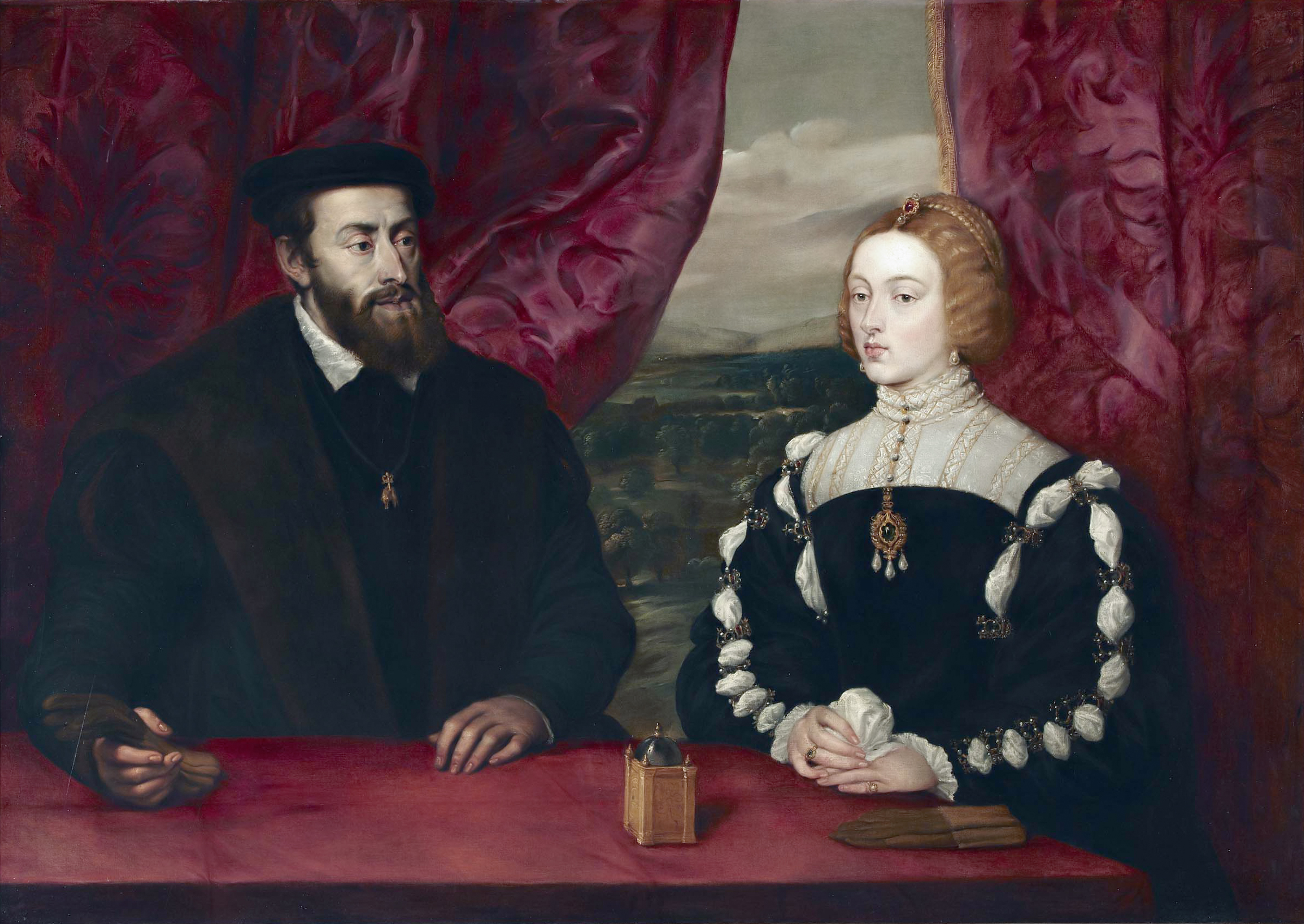
Károly császár és Izabella császárné Peter Paul Rubens 17. századi festményén (Tiziano portréi nyomán)

Károly életében egyszer házasodott, és több szeretőt is tartott, ám azok csak házassága előtt, és felesége halálát követően, özvegykorában voltak.
Felesége az Avis-házból származó Izabella portugál infánsnő, egyben első unokatestvére volt. Izabella I. Mánuel portugál király és Trastámara Mária aragóniai és kasztíliai infánsnő (Károly anyai nagynénjének) legidősebb leánygyermeke volt. Kettőjük házasságkötésére 1526. március 10-én került sor Sevillában. Az esküvőt követően hosszú nászutat töltöttek Alhambrában és Granadában. Annak ellenére, hogy a házasságra politikai okokból volt szükség, mivel Károly így nagy hozományhoz juthatott, amely sok pénzügyi problémáját megoldotta, a kapcsolatuk Izabellával hamar elmélyült és szerelemmé formálódott. Károly a politikai ügyekből kifolyólag sok időt töltött távol, ennek ellenére a házasságuk boldog volt, mindig szenteltek egymásra időt és sosem csalták meg a másikat. Izabella férje távollétében spanyol királynőként járt el, és jó politikusnak és uralkodónak bizonyult. Házasságuk tizenhárom évig tartott, amikor is Izabella belehalt hatodik gyermekük születésébe 1539. május 1-én, életének harmincötödik évében. Károlyt annyira megviselte szeretett felesége halála, hogy két hónapig egy kolostorba vonult vissza gyászolni. Gyászával ezt követően sem hagyott fel, haláláig feketében járt, és más uralkodókkal ellentétben, ő sosem házasodott meg újra. Még a kor egyik legnagyobb velencei festőjét, Tiziano Vecelliot is felkérte, hogy fessen posztumusz képeket feleségéről, melyeket ezt követően minden külföldi útja során magával vitt, és később ezekkel a portrékkal vonult vissza élete utolsó éveire a Yuste kolostorba.
Károlynak és Izabellának összesen hat gyermeke született, akik közül hárman érték meg a felnőttkort:
- Fülöp infáns (1527. május 21. – 1598. szeptember 13.), apja örököseként spanyol király.
- Mária infánsnő (1528. június 21. – 1603. február 26.), feleségül ment II. Miksa német–római császárhoz.
- Ferdinánd infáns (1529. november 22. – 1530. július 13.), gyermekként meghalt.
- Johanna infánsnő (1535. június 26. – 1573. szeptember 7.), János portugál trónörökös felesége lett.
- János infáns (1537. október 19. – 1538. március 20.), gyermekként meghalt.
- halva született fiú (1539. április 21.)

Károlynak négy házasságon kívüli gyermeke is volt, ketten később Spanyol-Németalföld kormányzói lettek:
- Izabella (1519–1537), ő Foix Germána özvegy aragón királynétól született, aki korábban Károly nagyapjához, Aragóniai Ferdinánd királyhoz (Őrült Johanna kasztíliai királynő édesapja) ment hozzá.
- Margit (1522. december 28. – 1586. január 18.), aki Johanna Maria van der Gheynst-től született még Károly házassága előtt, és aki később Medici Sándor firenzei herceg felesége lett.
- János (1547. február 24. – 1578. október 1.), aki Barbara Blombergtől született már Károly özvegységének idején, és aki spanyol hadvezérként a lepantói csata egyik győztese volt.

## Titulusai

### Címei
Burgundi örökségei:
- Burgundia címzetes hercege, mint II. Károly: 1506. szeptember 25. – 1556. január 16.
- Brabant, Limburg, és Lothier hercege, mint II. Károly: 1506. szeptember 25. – 1555. október 25.
- Luxemburg hercege, mint III. Károly: 1506. szeptember 25. – 1555. október 25.
- Burgundi gróf, mint II. Károly: 1506. szeptember 25. – 1556. február 5.
- Namur, Artois, Hainaut, Holland, és Zéland grófja, mint II. Károly: 1506. szeptember 25. – 1555. október 25.

A Kasztíliai Korona országainak királya, mint I. Károly: 1516. január 23. – 1556. január 16. (II. Johannával, 1516. január 23. és 1555. április 12. között)
- Kasztília, León, Granada, Toledo, Galícia, Sevilla, Cordoba, Murcia, Jaén, Algarve, Algeciras, Gibraltár, a Kanári-szigetek, és az Újvilág királya

Az Aragóniai Korona országainak királya, mint I. Károly: 1516. január 23. – 1556. január 16. (I. Johannával, 1516. január 23. és 1555. április 12. között)
- Aragónia királya
- Nápoly és Szicília királya:
  - Nápoly és Jeruzsálem királya
  - Szicília királya, Athén és Neopatria hercege
- Valencia királya
- Mallorca királya
- Szardínia és Korzika királya, Oristano őrgrófja, Goceano grófja
- Navarra királya
- Barcelona grófja

Ausztria uralkodó főhercege, mint I. Károly: 1519. január 12. – 1521. április 28.
A Szent Német-római Birodalom császára, mint V. Károly: 1530. február 24. – 1556. augusztus 26.
A Gueldersi Hercegség hercege, mint III. Károly: 1543. szeptember 12 – 1555. október 25.
A Zutpheni Grófság grófja mint II. Károly: 1543. szeptember 12 – 1555. október 25.

## Emlékezete
- Carrarai márványból faragott életnagyságú szobrát felállították a Hadvezérek csarnokában, a bécsi Hadtörténeti Múzeumban.
- Emlékét őrzi Móra Ferenc Királyok föld felett és föld alatt című elbeszélése (megjelent a Túl a Palánkon című kötetben).

## Fordítás
- Ez a szócikk részben vagy egészben a Charles_V,_Holy_Roman_Emperor című angol Wikipédia-szócikk fordításán alapul.  Az eredeti cikk szerkesztőit annak laptörténete sorolja fel. Ez a jelzés csupán a megfogalmazás eredetét és a szerzői jogokat jelzi, nem szolgál a cikkben szereplő információk forrásmegjelöléseként.